# Kōsuke Ōta
Kōsuke Ōta (太田 宏介 Ōta Kōsuke?,  Machida, Tokio, 23 de julio de 1987) es un exfutbolista japonés que jugaba como defensa.
Jugó 7 veces para la selección de fútbol de Japón entre 2010 y 2015. Fue elegido para integrar la selección nacional en la Copa Asiática 2015.

## Trayectoria

### Clubes
| Club                 | País         | Año       |
| -------------------- | ------------ | --------- |
| Yokohama FC          | Japón        | 2006-2008 |
| Shimizu S-Pulse      | Japón        | 2009-2011 |
| F. C. Tokyo          | Japón        | 2012-2015 |
| S. B. V. Vitesse     | Países Bajos | 2016      |
| F. C. Tokyo          | Japón        | 2017-2019 |
| Nagoya Grampus       | Japón        | 2019-2020 |
| Perth Glory F. C.    | Australia    | 2021-2022 |
| F. C. Machida Zelvia | Japón        | 2022-2023 |

### Selección nacional
| Selección | País  | Año       |
| --------- | ----- | --------- |
| Absoluta  | Japón | 2010-2015 |

## Estadística de equipo nacional
| Selección de Japón | Selección de Japón | Selección de Japón |
| Año                | Part.              | Goles              |
| ------------------ | ------------------ | ------------------ |
| 2010               | 1                  | 0                  |
| 2011               | 0                  | 0                  |
| 2012               | 0                  | 0                  |
| 2013               | 0                  | 0                  |
| 2014               | 3                  | 0                  |
| 2015               | 3                  | 0                  |
| Total              | 7                  | 0                  |

## Palmarés

### Distinciones individuales
| Distinción        | Año  |
| ----------------- | ---- |
| J. League Best XI | 2014 |
| J. League Best XI | 2015 |